# Myadestes lanaiensis
Il tordo di Lanai (Myadestes lanaiensis (Wilson, 1891)) è un uccello della famiglia Turdidae, endemico delle isole Hawaii.

## Descrizione
È un piccolo tordo, lungo circa 18 cm. Il piumaggio è di colore bruno superiormente, grigio pallido inferiormente, più scuro sulla gola.

## Distribuzione e habitat
L'areale di Myadestes lanaiensis comprendeva le isole hawaiiane di Maui, Lanai e Molokai. Attualmente si ritiene che possa esistere un'unica popolazione superstite a Molokai.

## Tassonomia
Sono state descritte tre sottospecie, due delle quali attualmente estinte:
- M. l. woahensis †  (Bloxam, 1899)
- M. l. lanaiensis †  (Wilson, 1891)
- M. l. rutha (Bryan, 1908)

## Conservazione
L'ultimo avvistamento certo di questa specie risale al 1980; tuttavia si ritiene che nell'altipiano di Olokui, area difficilmente accessibile dell'isola di Molokai, possano tuttora esistere alcuni esemplari della sottospecie M. l. rutha. Si tratterebbe in ogni caso di una esigua popolazione, ragion per cui la IUCN Red List classifica M. lananiensis come specie in pericolo critico di estinzione.